# アイスクリームケーキ

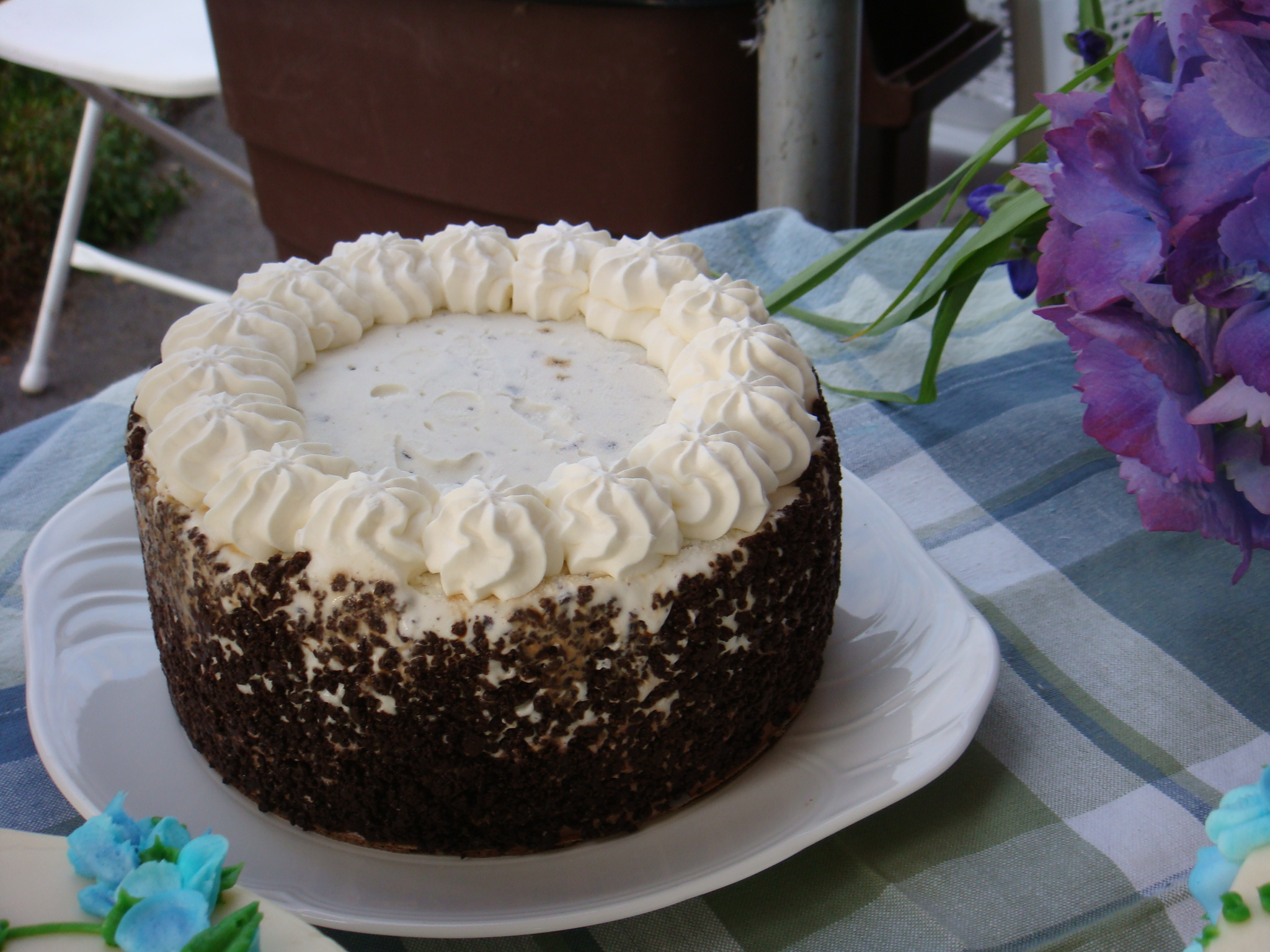
チョコレートアイスクリームケーキ

アイスクリームケーキ（英語: Ice cream cake）は、アイスクリームを用いて作られたケーキである。

## 概要
一般的にはケーキは通常の方法で焼き、形に合わせてカットした後に冷凍する。アイスクリームは必要に応じて型に入れ、凍っている間に形を作る。アイシングにはホイップクリームを使うことが多いが、これは他の食感を補うためと、一般的なアイシングでは冷凍ケーキにうまく付着しないことが多いためである。ケーキは食べるまで冷凍保存し、簡単にスライスできるようにアイスクリームが溶けない程度まで解凍する。
焼かないケーキもあれば、スポンジケーキの層の間にアイスクリームを挟んだ手の込んだレイヤー・ケーキもある。ケーキの2層の間にアイスクリームを挟んだ3層構造であることが多い。
アイスクリームを使うという点ではベイクド・アラスカと同じだが、アイスクリームをオーブンに入れることがないという点で異なる。
北米やオーストラリアでは誕生日や結婚式によく食べられる人気の食べ物である。一方、ヨーロッパではあまり知られていない。

## 歴史
アイスクリームケーキは元々ビスケットとクリームで作られていた。ヴィクトリア朝時代の「ボム」と呼ばれるデザートは、アイスクリームとフルーツを装飾的な型に入れて作られた。これらのデザートは、ケーキやビスケットで覆われることもあった。1870年代のアイスクリームケーキのレシピも発見されている。
現代では独立記念日（7月4日）のお祝いのデザートとして人気がある。この日のために用意されるケーキの多くは愛国的なモチーフで飾られており、大抵ホイップクリームやラズベリー、ブルーベリーなどで飾られている。他にも、アイスクリームとシャーベットを交互に重ねている手の込んだフラッグケーキもある。

## アメリカ市場
アメリカではアイスクリームケーキが人気で、アイスクリームチェーン店のカーベルではファジー・ザ・ホエールやクッキー・パスなど、テーマ性のあるケーキをテレビで宣伝してきた歴史がある。バスキン・ロビンス、デイリークイーン、フレンドリーズ、コールド・ストーン・クリーマリーなどの小売店でもアイスクリームケーキを販売している。